# Гоголинский, Нил Алексеевич
Нил Алексеевич Гоголинский (1844 — 1895) — русский художник.

## Биография
Нил Гоголинский родился в 1844 году в городе Торопце (ныне — Тверской области). Ещё в юном возрасте проявил большие способности к рисованию. В 1870 году Гоголинский окончил Петербургскую Академию художеств. Ещё в период учёбы рисовал сельские пейзажи, которые в 1868—1869 годах были удостоены нескольких серебряных медалей второго и первого достоинств.
После окончания академии Гоголинский преподавал лёгкие орнаменты в рисовальной школе при Обществе поощрения художников. Активно участвовал в работе Общества русских акварелистов, его работы неоднократно выставлялись на выставках, проводимых этим обществом. В 1872 году Гоголинскому было присвоено звание классного художника 2-й степени.
Основная тема работ — русская природа. Среди наиболее известных картин, написанных Гоголинским — «Сельский вид», «Окраина», «Лесная глушь», «Опушка», «Берёзовая роща», «Сельский пейзаж», «Вид во Флёнове». Многие свои работы Гоголинский рисовал в усадьбе Талашкино в Смоленской губернии.
Скончался 2 июля 1895 года, похоронен в деревне Бобыри Смоленского района Смоленской области.

## Оценка личности
Княгиня М.К. Тенишева:

«Истина предстала - не стало моего друга, тихого, сердечного человека, честного труженика»

« В Талашкине все жалели Нила Алексеевича. Он был добрый, со всеми приветливый»

«...Нил Алексеевич, составивший себе репутацию добросовестного человека и скромного, но хорошего акварелиста-пейзажиста. У него была чудная душа, и от дружбы с ним делалось теплее на сердце...»